# لا كورات
بلدية لا كوار (بالكاتالانية: la Quar) هي إحدى بلديات مقاطعة برشلونة، والتي تقع في منطقة كاتالونيا، شرق إسبانيا.
يبلغ عدد سكانها 61 نسمة وفقاً لإحصائية سنة (2007).